# Cambridge Springs

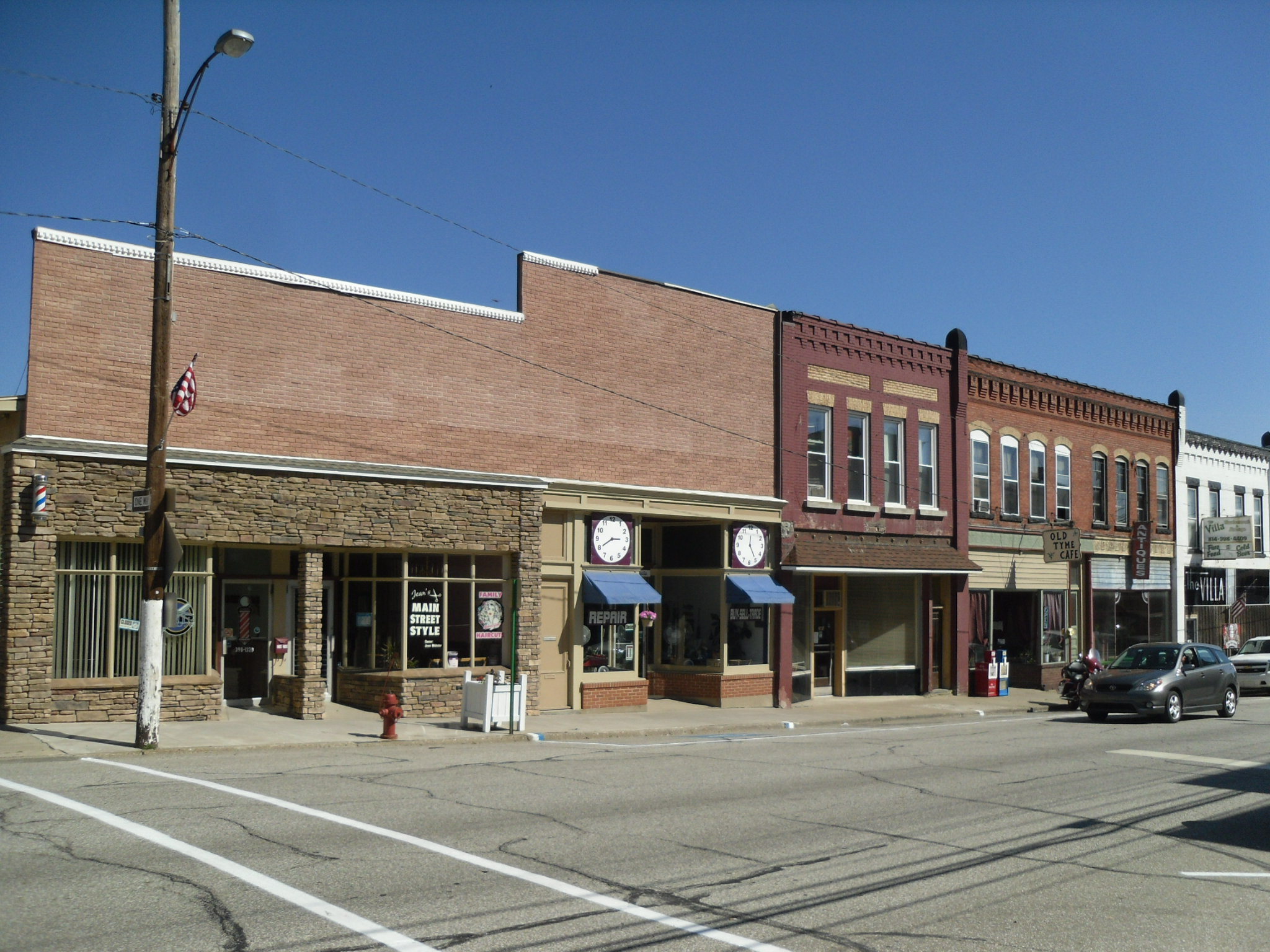
Centrum w 2010 roku

Cambridge Springs – gmina w hrabstwie Crawford w Pensylwanii o powierzchni ok. 2 km². Ufundowana w 1822 roku, słynie ze źródeł wód mineralnych (mineral springs). Według spisu z 2020 roku miała 2 583 mieszkańców, czyli mniej niż w spisie z 2010 roku kiedy to liczyła 2 595 mieszkańców.
W 1904 r. w Cambridge Springs rozegrano turniej szachowy, w którym wygrał Frank Marshall, a drugie miejsce zajęli Emanuel Lasker i Dawid Janowski (obaj zdobyli po 11 punktów). W tym turnieju popularność zdobył wariant nieprzyjętego gambitu hetmańskiego, który nazywał się właśnie Cambridge Springs.